# Rafael Cistué Navarro
Rafael Cistué Navarro fue un político español.

## Reseña biográfica
Fue diputado provincial en representación del distrito Tarazona-Borja.
Del 7 de noviembre de 1884 al 16 de noviembre de 1885 fue presidente de la Diputación Provincial de Zaragoza. Fue senador por la provincia de Zaragoza en 1891.
| Predecesor: Casiano Arrizabalaga Dehesa | Presidente de la Diputación Provincial de Zaragoza 07 de noviembre de 1884 - 16 de noviembre de 1885 | Sucesor: Pedro Olleta Veratón |